# Vidalis
Vidalis este un grup de companii din România, deținut de către Viorel Stanca și inițial soției sale Veronica Elena, cunoscută ca Lia.
Grupul cuprinde companii precum Primarom, Izomat, Vidalis Logistics, Vidalis, Arco Steel și Sagres. În urma divorțului intervenit în 2008, această firmă i-a rămas soției Lia.
Cifra de afaceri a grupului Vidalis a atins, în 2006, 35 de milioane de euro, iar profitul înregistrat a fost de 1,5 milioane euro.

## Izomat
Izomat Șimleu Silvaniei este un producător de materiale izolante, preluat de grupul Vidalis în 1998.
În 2007, Izomat a înregistrat o cifră de afaceri de 4,5 milioane de euro.

## Critici
Pe 11 iunie 2007, președintele Traian Băsescu l-a înaintat în grad de general de brigadă în rezervă al Serviciului Român de Informații pe șeful filialei Sălaj a PD, Stanca Nicolae Viorel.
Stanca a lucrat, înainte de 1989, în fosta Securitate, în cadrul Direcției a III-a de contraspionaj și, la alegerile din 2004, a fost prezent pe „listele negre” ale Coaliției pentru un Parlament Curat.
În raportul Coaliției pentru un Parlament Curat, luat în considerare la acel moment de Traian Băsescu și de fostul lider al PNL de atunci Theodor Stolojan în stabilirea candidaturilor, în dreptul numelui lui Stanca figurează următoarele mențiuni: „ofițer de contrainformații înainte de 1990, unul dintre cei mai bogați oameni de afaceri din Sălaj, prin grupul de firme Vidalis, firme estimate la o valoare de 15-20 de milioane de euro.
Societatea Vidalis a achiziționat, cu peste 25 de miliarde de lei, câteva active al SC IAIFO Zalău, societate aflată în lichidare voluntară”.